# Równina Ornecka
Równina Ornecka (841.58) – mezoregion fizycznogeograficzny w północnej Polsce, w południowo-zachodniej części Niziny Staropruskiej, zaliczany ze względu na typ mezoregionów do sandrów w granicach ostatniego zlodowacenia z jeziorami w regionie nizin i obniżeń, przechodzący od północy we Wzniesienia Górowskie, od wschodu w Nizinę Sępopolską, od południa w Pojezierze Olsztyńskie i od zachodu w Równinę Warmińską.

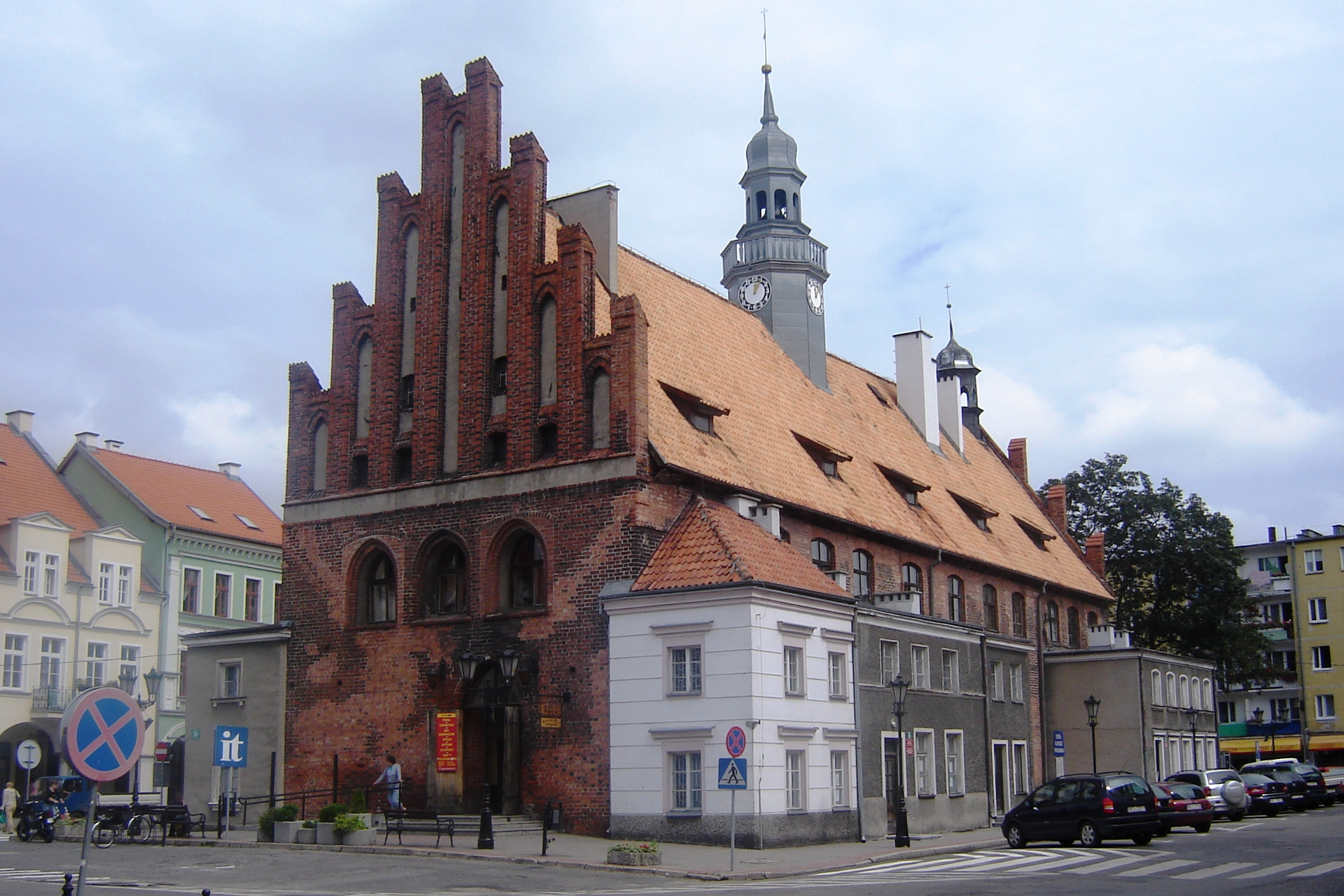
Ratusz w Ornecie

Obejmuje obszar około 225 km² sandru wzdłuż Drwęcy Warmińskiej, prawobrzeżnego dopływu Pasłęki. Obszar w większości porośnięty borem sosnowym, z wąskim pasem łęgu wzdłuż doliny Drwęcy Warmińskiej.
Na obszarze równiny położone jest miasto Orneta.